# Indopottia
Indopottia là một chi rêu trong họ Pottiaceae.